# Asociația Scoțiană de Fotbal
Asociația Scoțiană de Fotbal (engleză Scottish Football Association; scoțiană Scots Fitba Association; SFA) este forul conducător oficial al fotbalului în Scoția. Este afiliată la FIFA din 1910 și UEFA din 1954. Forul organizează Prima Ligă Scoțiană, Cupa Scoției, ligile inferioare și Echipa națională de fotbal a Scoției.

## Președinți
- John McDowall (1882–1928)
- George Graham (1928–1957)
- Willie Allan (1957–1977)
- Ernie Walker (1977–1990)
- Jim Farry (1990–1999)
- David Taylor (1999–2007)
- Gordon Smith (2007–2010)